# Les Lettres de Mère Teresa
Pour plus de détails, voir Fiche technique et Distribution.
Les Lettres de Mère Teresa (The Letters) est un film biographique dramatique américain sorti en 2014, réalisé par William Riead.

## Synopsis
Dans le cadre du procès en béatification de Mère Teresa, fondatrice des Missionnaires de la Charité, le postulateur discute avec d'autres ecclésiastiques du contenu des lettres écrites par Mère Teresa, occasion de comprendre ses épreuves.

## Fiche technique
- Titre original anglais : The Letters
- Titre français: Les Lettres de Mère Teresa[1]
- Réalisation : William Riead
- Scénario : William Riead
- Genre : film biographique, film dramatique
- Musique : Ciaran Hope (en)
- Production : Tony Cordeaux, Lisa Riead, William Riead pour Big Screen Productions V
- Photographie : Jack N. Green
- Montage : Andras Ostrom
- Durée : 114 minutes
- Pays de production :  États-Unis
- Langue originale : anglais
- Année de sortie : 2014

## Distribution
- Juliet Stevenson : Mère Teresa
- Max von Sydow : Père Céleste Van Exem
- Rutger Hauer : Père Bejamin Praagh
- Priya Darshini : Shubashini Das
- Kranti Redkar : Deepa Ambereesh
- Mahabanoo Mody-Kotwal : Mère supérieure
- Kaizaad Kotwal : Archevêque Mgr Perrier
- Vijay Maurya : Maharaj Singh
- Tillotama Shome : Kavitha Singh
- Mark Bennington : Graham Widdecombe